# Рихтер, Гедеон
Гедео́н Ри́хтер (венг. Gedeon Richter; 23 сентября 1872, Ecséd, Хевеш — 30 декабря 1944, Будапешт) — венгерский фармацевт, бизнесмен, основатель компании Gedeon Richter.

## Биография
Родился в селе Эчед Австро-Венгерской империи. После получения образования в престижной гимназии поступил в Коложварский университет, который в 1893 году успешно закончил. Позже поступил в Будапештский университет. В 1895 году получил диплом фармацевта. Сначала работал помощником фармацевта в городе Сольнок, в городе Мишкольц.
В 1897 году совершил поездку по Западной Европе, переняв опыт работы европейских аптек и ознакомившись с работой крупных фармацевтических производств. В 1901 году он приобрел аптеку в Будапеште. Создал в ней лабораторию, в которой разрабатывал лекарства.
В 1902 году создал на основе своей аптеки промышленную компанию под собственным именем. В этом же году вступил в брак с Анной Винклер, дочерью Берната Винклера — производителя древесины. Позже члены семьи станут полноправными участниками фармацевтического предприятия Рихтера, войдя в состав акционеров и совета директоров.
В 1907 году в Будапеште был построен первый завод «Gedeon Richter», который, кроме препаратов биологического происхождения, изготовлял лекарства на растительной, а позже и на синтетической основе. В 1911 году здесь было начато производство оригинальных препаратов — Гиперол, Кальмопирин, Тоноген. После Первой мировой войны в результате коммунистических и националистических восстаний перестала существовать Австро-Венгрия, и на её территории образовались отдельные государства, в том числе и Венгерская Советская Республика. В новообразованной республике Рихтер начал подвергаться репрессиям, был обвинен в контрреволюционной деятельности и, чтобы избежать революционного трибунала, вынужден был скрываться в городе Сегед. После падения советского режима, просуществовавшего в Венгрии лишь 133 дня, в стране установилась новая власть во главе с Миклошем Хорти, регентом Венгерского королевства. Благодаря смене власти Гедеон Рихтер вернулся на свое прежнее место руководителя компании.
К 1930 году компания Gedeon Richter расширилась и появилось около 10 дочерних компаний в Великобритании, Мексике, Италии, а также в Сан-Паулу, Загребе и Варшаве.
В 1942 году был лишен руководящих постов в компании из-за принятия антиеврейского закона. В 1944 году деятельность компании приостановлена. 30 декабря 1944 был расстрелян нацистами в Будапеште.